# Reginald Marsh (Maler)

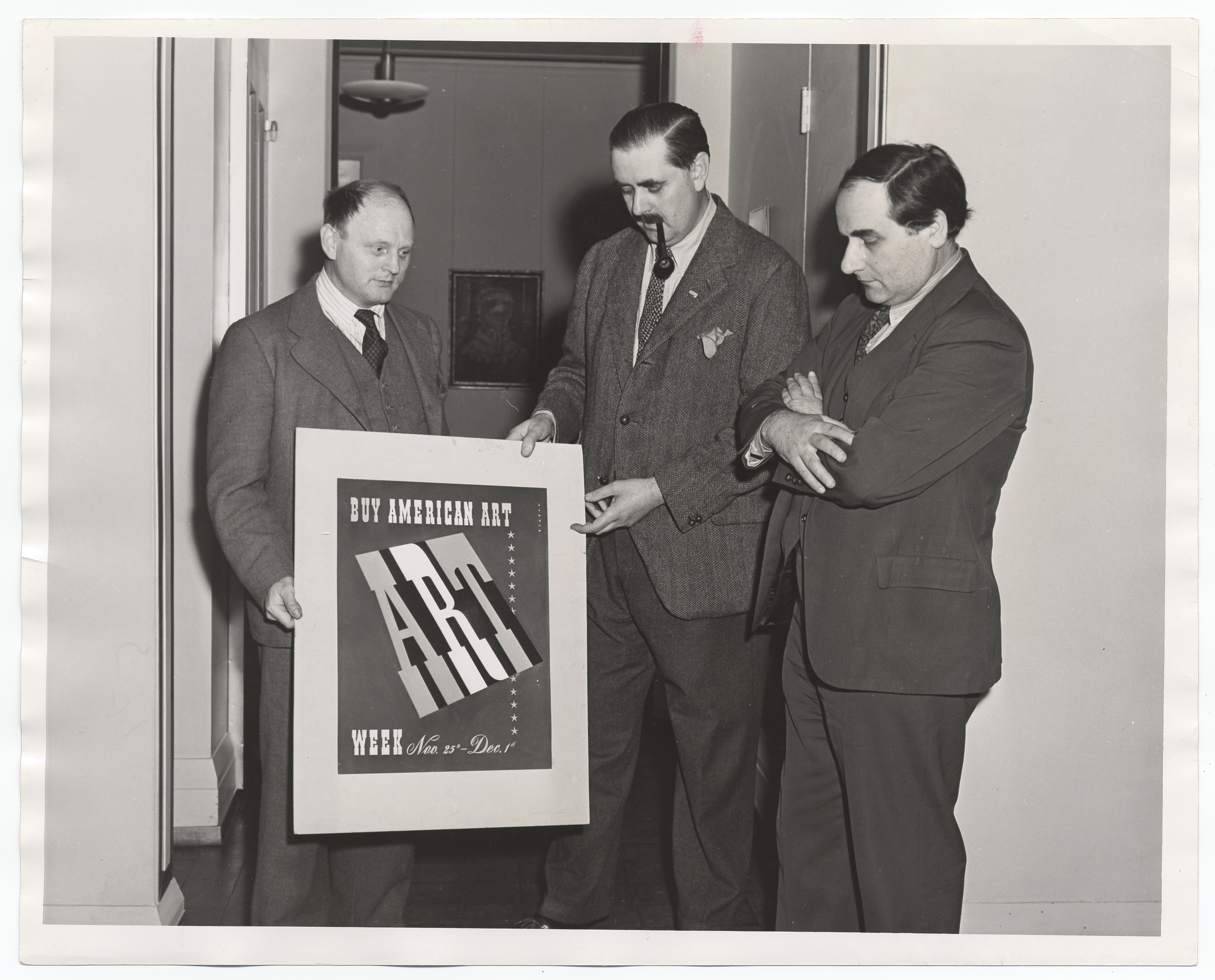
Louis Bouche, Reginald Marsh und William Zorach, 1940

Reginald Marsh (* 14. März 1898 in Paris; † 3. Juli 1954 in Dorset, Vermont) war ein amerikanischer Maler des Social realism (Neue Sachlichkeit).

## Leben
Reginald Marshs Eltern waren die Maler Alice Randall und Frederick Dana Marsh. Er war Student und Lehrer an der Art Students League of New York. Er war in zweiter Ehe verheiratet mit der Malerin Felicia Meyer Marsh.
Marsh ist besonders bekannt für Bilder des New York und Coney Islands der 1930er und 1940er Jahre. Seine Themenwahl war häufig von Sexualität und Humor geprägt und galt unter anderem dem Burlesque.
Er fotografierte auch in New York, zu seinen Motiven zählten Straßenszenen, Coney Island, Strandszenen, die U-Bahn und der Hafen.
Marsh starb 56-jährig an einem Herzinfarkt.
Marshs Gemälde Zweigroschen-Kino (Twenty-Cent Movie, 1936) wurde bei den 1000 Meisterwerken vorgestellt.
2013 fand in der New-York Historical Society die Ausstellung Swing Time: Reginald Marsh and Thirties New York statt, die vielfältig rezensiert wurde.
1946 wurde er in die American Academy of Arts and Letters gewählt.

## Schüler
- Harold B. Cousins
- Roy Lichtenstein
- George Tooker

## Werke (Auswahl)

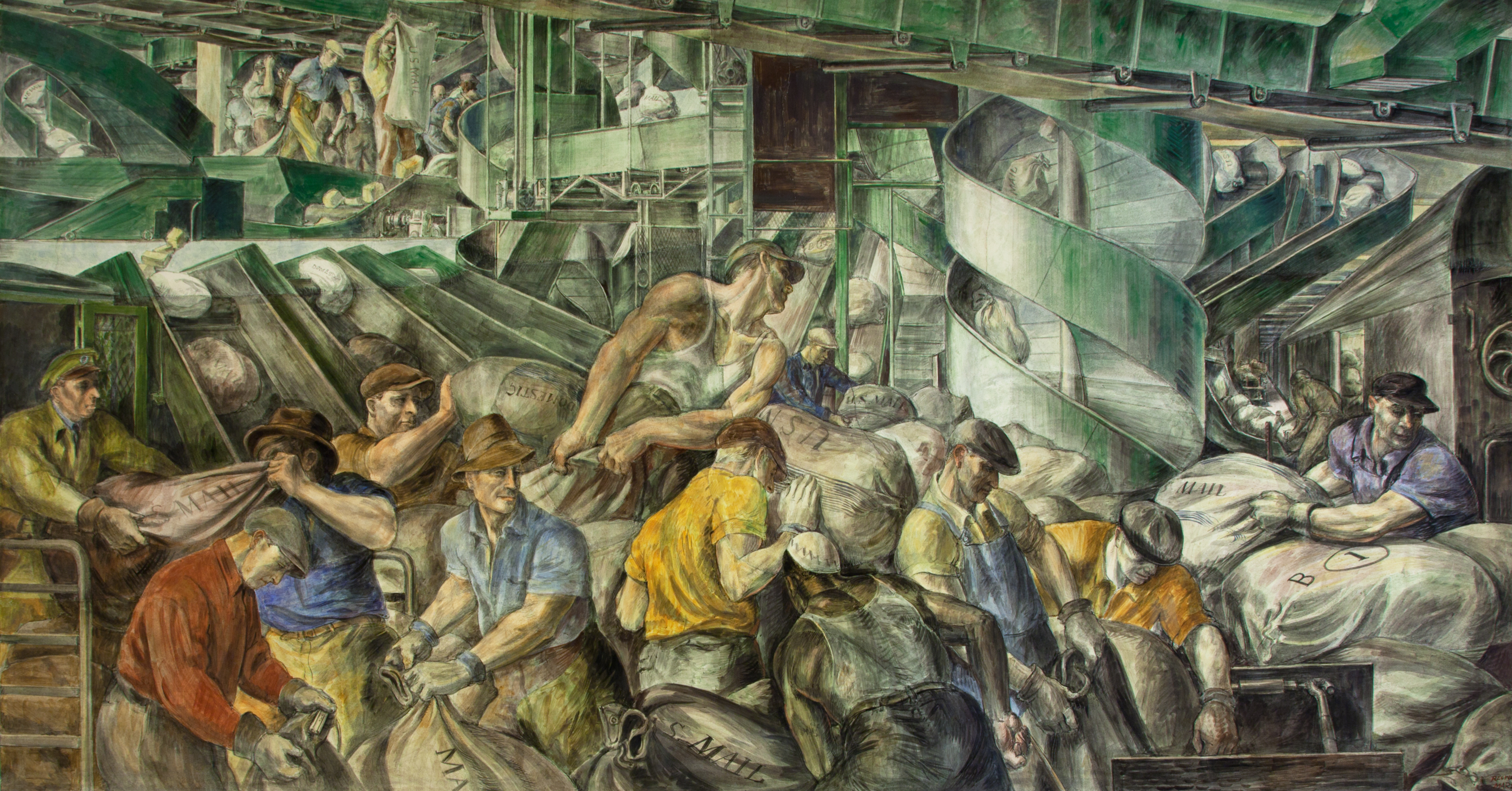
Sorting the Mail, 1936

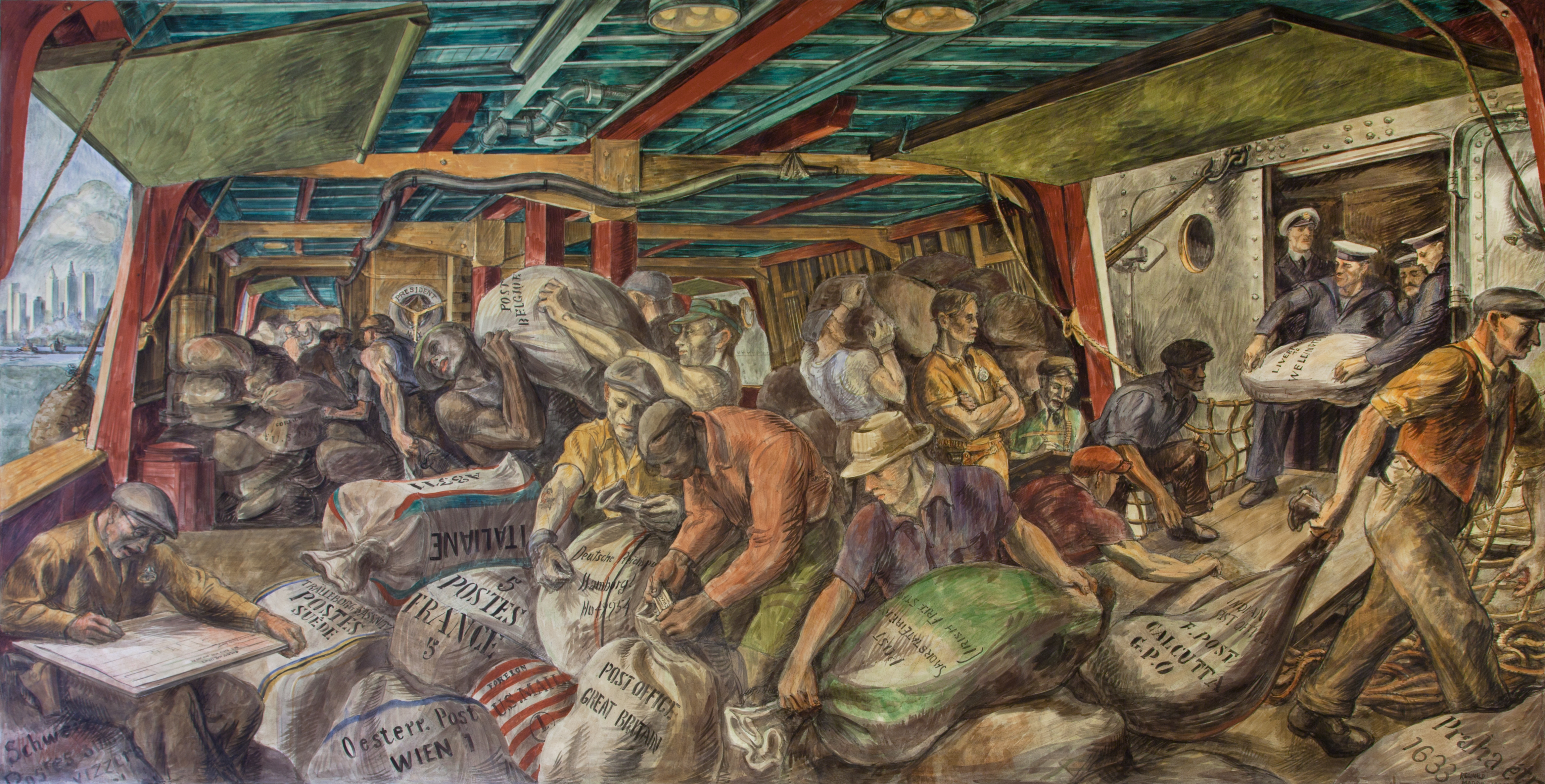
Unloading the Mail, 1936

- 1930 Why Not use the L?, Whitney Museum of American Art
- 1932 Tattoo Haircut-Shave, Art Institute of Chicago
- 1933 Star Burlesque, Curtis Galleries
- 1934 Smoke Hounds, Corcoran Gallery of Art
- 1935 Striptease at New Gotham, William Benton Museum of Art
- 1936 Twenty-Cent Movie (Zweigroschen-Kino), Whitney Museum of American Art
- 1936 Sorting the Mail, William Jefferson Clinton Federal Building, Muralismo
- 1936 Unloading the Mail, William Jefferson Clinton Federal Building, Muralismo
- 1946 Girl on Merry Go Round

## Schriften
- Reginald Marsh: Anatomy for artists. Dover Publications, New York 1970, ISBN 0-486-22613-1, S. 209 (englisch).
- Reginald Marsh: Die Traumfrau. S. Fischer, Frankfurt 1977, DNB 780076184, S. 149 (englisch: You're out of my mind! Übersetzt von Sibylle Neff-Hunzinger).